# ケイシー・ジョーンズ

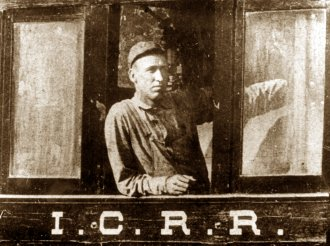
ケイシー・ジョーンズ

ケイシー・ジョーンズことジョナサン・ルーサー（ジョン）ジョーンズ（John(athan) Luther "Casey" Jones、1863年3月14日 - 1900年4月30日）は、アメリカ合衆国・テネシー州ジャクソン出身で、イリノイ・セントラル鉄道 (IC) に所属した蒸気機関車の機関士。幼少時代にケンタッキー州の町ケイス (Cayce) 近くに住んでいたことがあり、このときに "Cayce" というニックネームを貰ったが、本人がこれを "Casey"（ケイシー）と綴るようになった。
1900年4月30日、霧と雨の降るミシシッピー州ボーンで、立ち往生していた貨物列車に彼の運転する旅客列車「キャノンボール・エクスプレス号」が衝突し、彼一人だけが命を落とした。大勢の命を救うために列車を止めようとした劇的な死は、友人でもあった IC の黒人掃除夫であるウォーレス・サンダースが歌ったバラードによって、現代でも人々の心にヒーローとして息づいている。

## 事故

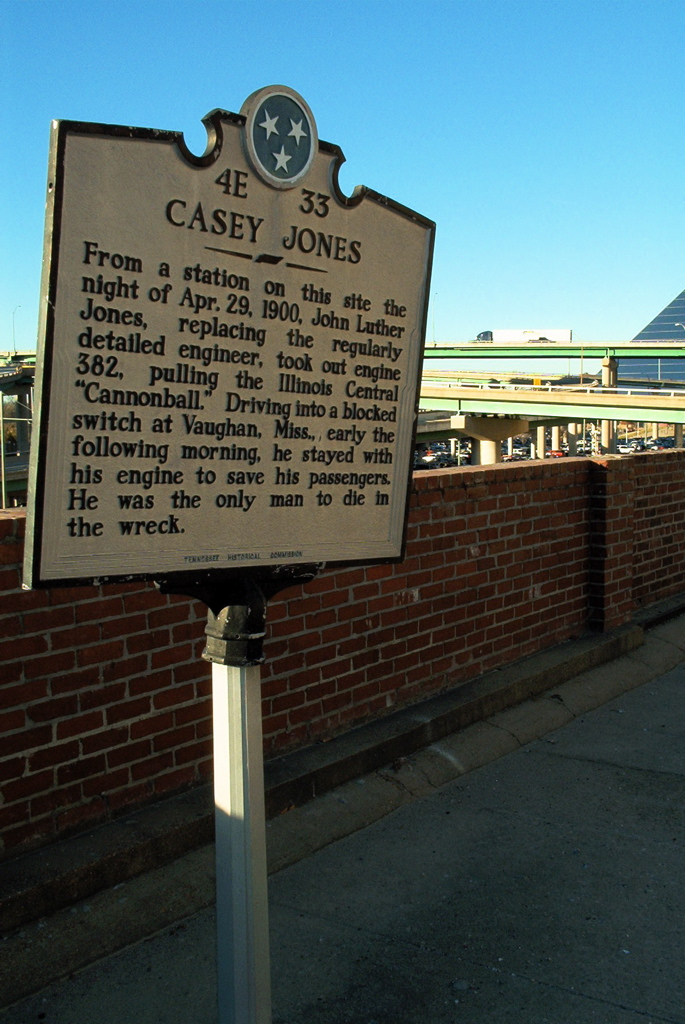
テネシー州メンフィスの事故現場に立つ標識

1900年4月29日、カントンからの第2列車（機関車は384号機）を運転してきたジョーンズはテネシー州メンフィスのポプラストリート駅にいた。普段、翌日の運転のための待機宿泊地はメンフィスであったが、382号機が牽引する第1列車（シカゴ・ニューオーリンズ・リミテッド号、後には有名な「パナマ・リミテッド」と呼ばれたことで知られている）と、その折り返し第4列車（ニューオーリンズ・ファストメイル号）をいつも運転しているサム・テイトが痙攣を起こしたため、ジョーンズに第1列車のカントンまでの運転を代わってくれと頼んできた。ジョーンズはどんなに困難な状況でも定時運行するということへの挑戦がことのほか好きだった。
ジョーンズは高速の出る機関車、優秀な黒人の火夫シメオン・T・ウェッブ（通称「シム」。彼はこの列車専属の火夫だった）、加えて軽量な客車を率いて走ることになった。雨が降っていたが、この時代の蒸気機関車は湿度が高い状態で最も動きが良かった。だが、その晩の天候は霧が濃く（このため視界が悪い）、路線はカーブの多いことでも有名だった。その晩において、この二つの状況が致命的だった。
第1列車（6両編成）は通常、午後11時15分にメンフィスを出発し翌朝の4時5分に、南に188マイル先のカントンに到着する。この日は機関士の交代のため定刻に発車できず、95分遅れの午前0時50分出発となった。
ジョーンズは遅れをほとんど取り戻し、列車は時速75マイルで走っていた。やがて半径1.5マイルの左カーブに差し掛かったが、右側にある機関士席からは前方がよく見えなかった。
左側にいた火夫のシムには多少前方が見えた。本線上に残っていた列車の最後尾にある車掌車の赤いランプが見えたとき、シムは「何てこった、本線上に何かいるぞ」とジョーンズに告げた。ジョーンズはすぐに「飛び降りろ、飛び降りるんだ、シム！」と叫んだ。シムは衝突地点のおよそ300フィート手前で飛び降り、衝撃で気を失った。飛び降りるときに聞いたのは、ジョーンズが貨物列車の乗員・乗客に危険を知らせるために鳴らした長い汽笛だった。このとき定刻から2分遅れていた。
ジョーンズは逆転を掛け、エアブレーキを非常位置とした。しかし382号機は木造の車掌車、干し草や穀物、材木を積んだ貨車を次々と粉砕し、ついには脱線した。ジョーンズが運転台に残って減速させたので、当初毎時75マイルだった速度は衝突時には35マイルほどになっていた。このために乗客らに死者や重傷者は発生しなかった（この衝突事故の唯一の死者はジョーンズだった）。彼の時計は発見されたとき午前3時52分を指していたという。残骸からジョーンズの体を引き出した際、彼はまだ命があり、また警笛の紐とブレーキレバーを握りしめていたという話が伝説として語られている。ジョーンズは1/2 マイル離れた駅までストレッチャーで運ばれたのちに死亡したとされている。

## イリノイ・セントラル鉄道事故報告書
衝突の5時間後には車掌による報告がなされており、これによれば事故原因は「適切な距離にいた旗手による信号を、第1列車の機関士が見落とした」というものだった。その後に発表されたイリノイセントラル鉄道公式報告書でもこれが採用された。
A.S.サリバンによるイリノイセントラル鉄道の公式事故報告書は1900年7月13日に発表されたが、「ニューベリー旗手による信号を機関士が見落としたもので、責任は一にジョーンズにある」とされた。ジョーンズが衝突した南行第83貨物列車の旗手であるジョン・M・ニューベリーは、3,000フィート手前の線路上に信号雷管をセットし、さらに500ないし800フィート南に進み、そこでジョーンズの列車に対して旗を用いた信号を送ったという。しかしニューベリーによるこの証言には裏付けとなる証拠はなく、本当はそこにいなかったのではないかと考える者もいる。旗の振り方がまずかったのではないかと考える者もいたが、ニューベリーは旗手として充分な経験を持っており、直前には第25列車に信号を出して停車させている。
火夫であるシムは雷管の爆発音を聞き、進行方向右側にある機関士席側に行った際に、赤白のランプを持った旗手を見たと述べた。さらに、火夫側に戻った時に第83列車の車掌車のマーカーを見て、ジョーンズに声を掛けたという。しかしこれには矛盾があり、旗手がその報告通りに、設置した雷管のさらに500ないし800フィート南側で合図をしていたとすると、順番が逆になる。信号雷管が爆発した時、列車はすでに旗手を通り過ぎており、乗務員に旗手が見えるはずがない。したがって、シムの証言通りであるならポイントから3,500ないしは3,800フィート離れた位置ではなく、3,000フィート程度しか離れていなかったことになり、これはまさに「ジョーンズには旗手が見えなかった」ということになる。
第25列車を止めた後、第72列車のブレーキホース故障の騒ぎが起こり、第83列車が本線を支障してしまった。このとき、旗手がジョーンズの列車が来るにはまだ時間があると思い、様子を聞きに第83列車に行った、と考えることは可能である。その後、旗手は北に向かって歩いていき、信号雷管を取り付けたが、報告書によればさらに500ないし800フィート先に行きつく前に、ジョーンズの列車の音が霧の向こうから聞こえてきた。この通りだとすれば、ジョーンズは500ないし800フィートの制動距離を失ったことになる。この距離は衝突を回避するのに十分な距離であった。
事実がどうであったにせよ、鉄道史家のうちの幾人かは「ジョーンズの機関士としての経験を考慮すると、旗手の信号を見落として、照明弾や信号雷管の爆発で初めて危険を察知したとは信じることはできない」として、公式報告書に異議を唱えている。
シムは公式事故報告書が公になったやや後から死ぬまで、「我々は旗手や照明弾を見ていないし、信号雷管の爆発音も聞いていない。何も知らずに車掌車に突っ込んだのだ。」と主張し続けた。

## 大衆文化への影響
この事故は全米に大きく報道されて大きな感動を呼んだ。彼を讃える多くの歌や物語が作られ、その名をアメリカ国民に深く浸透させた。半世紀後の1950年にはディズニーが短編アニメ映画『勇敢な機関士』(The Brave Engineer) を制作した。また、ディズニーは「リラクタント・ドラゴン」、「ダンボ」に彼の3人の子供のうち末っ子のあだ名から取ったケイシー・ジュニアという蒸気機関車のキャラクターを登場させている。
彼が事故時に乗っていた蒸気機関車382号機は「ケイシー・ジョーンズ」の愛称で呼ばれるようになった。
米国の三大ジーンズブランドのひとつラングラー (ジーンズ)は、ケイシー・ジョーンズの名を冠した作業着製造会社「Casey Jones Company」が使っていた商標が発祥である。

## ギャラリー

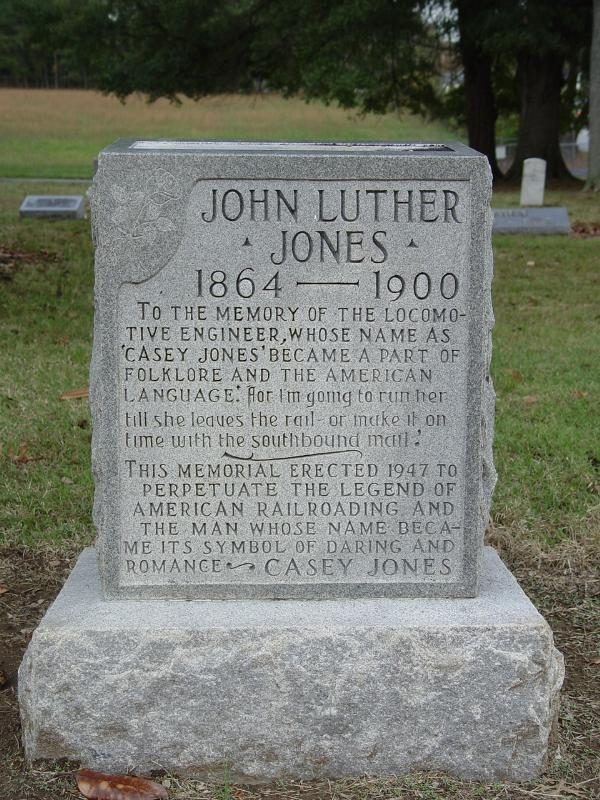
テネシー州ジャクソンにあるケイシー・ジョーンズの墓
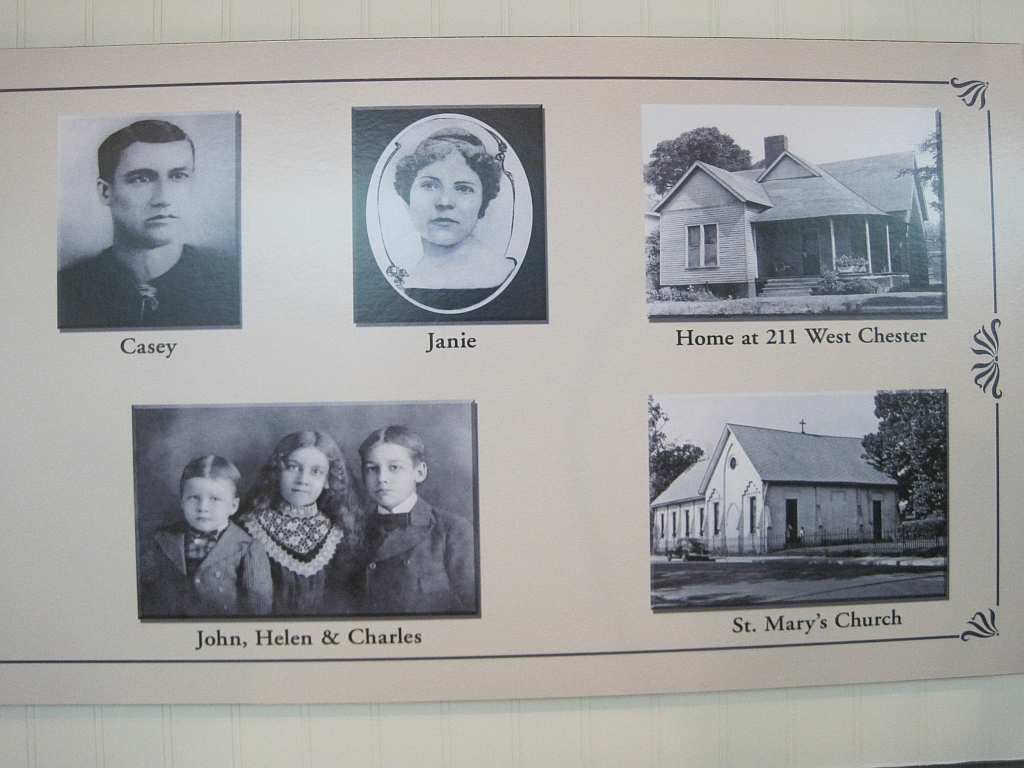
ケイシー・ジョーンズとその家族
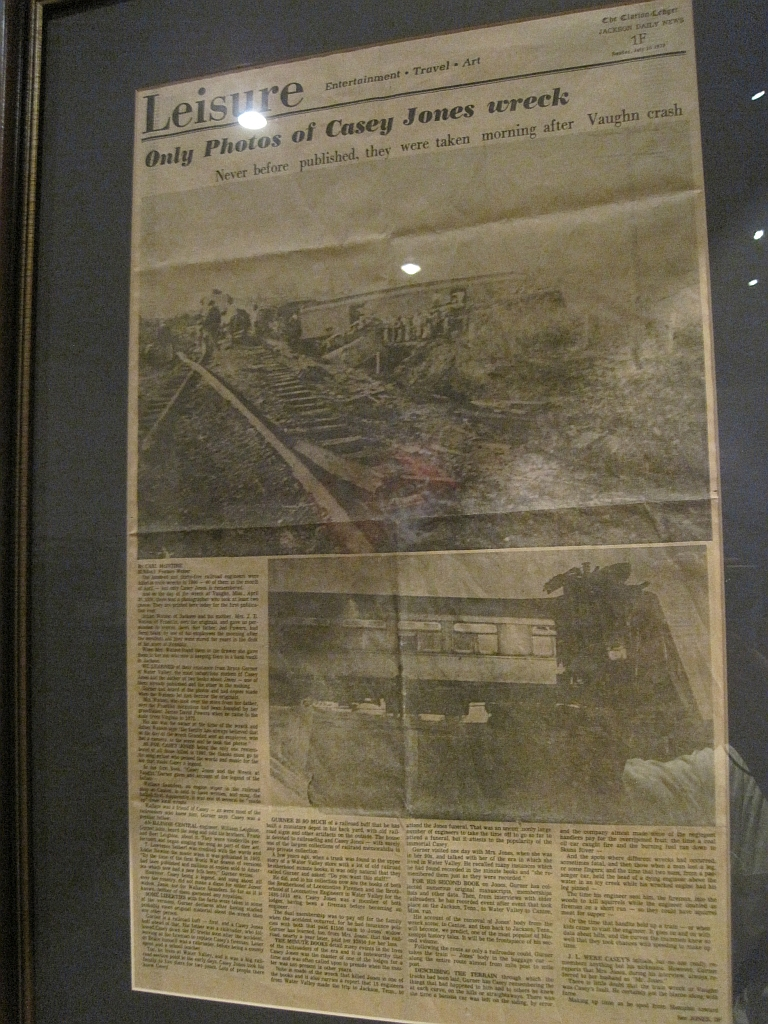
事故を伝える新聞記事
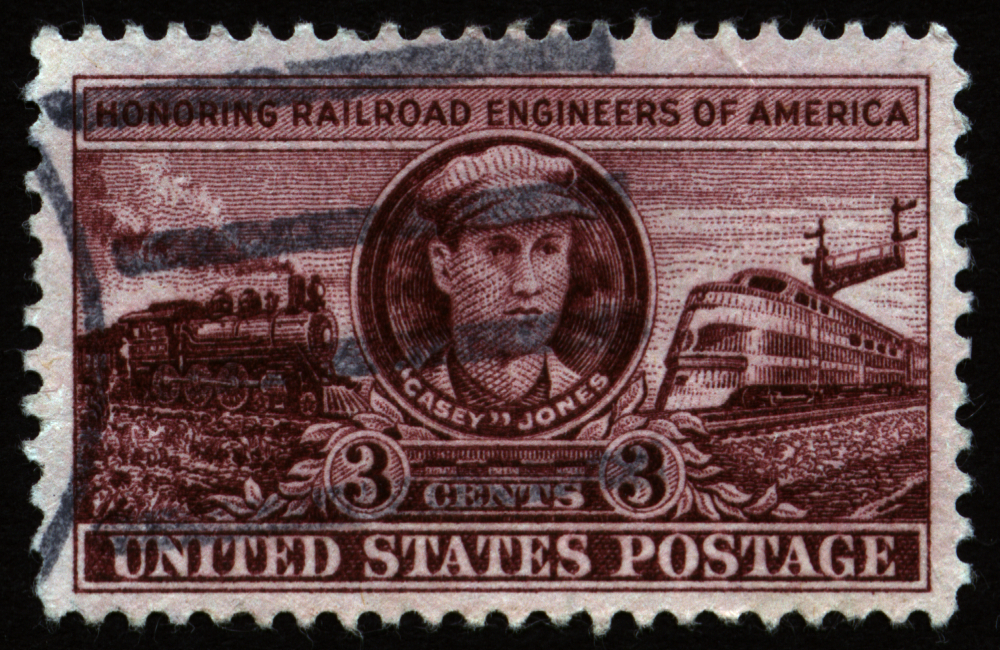
ケイシー・ジョーンズ記念切手
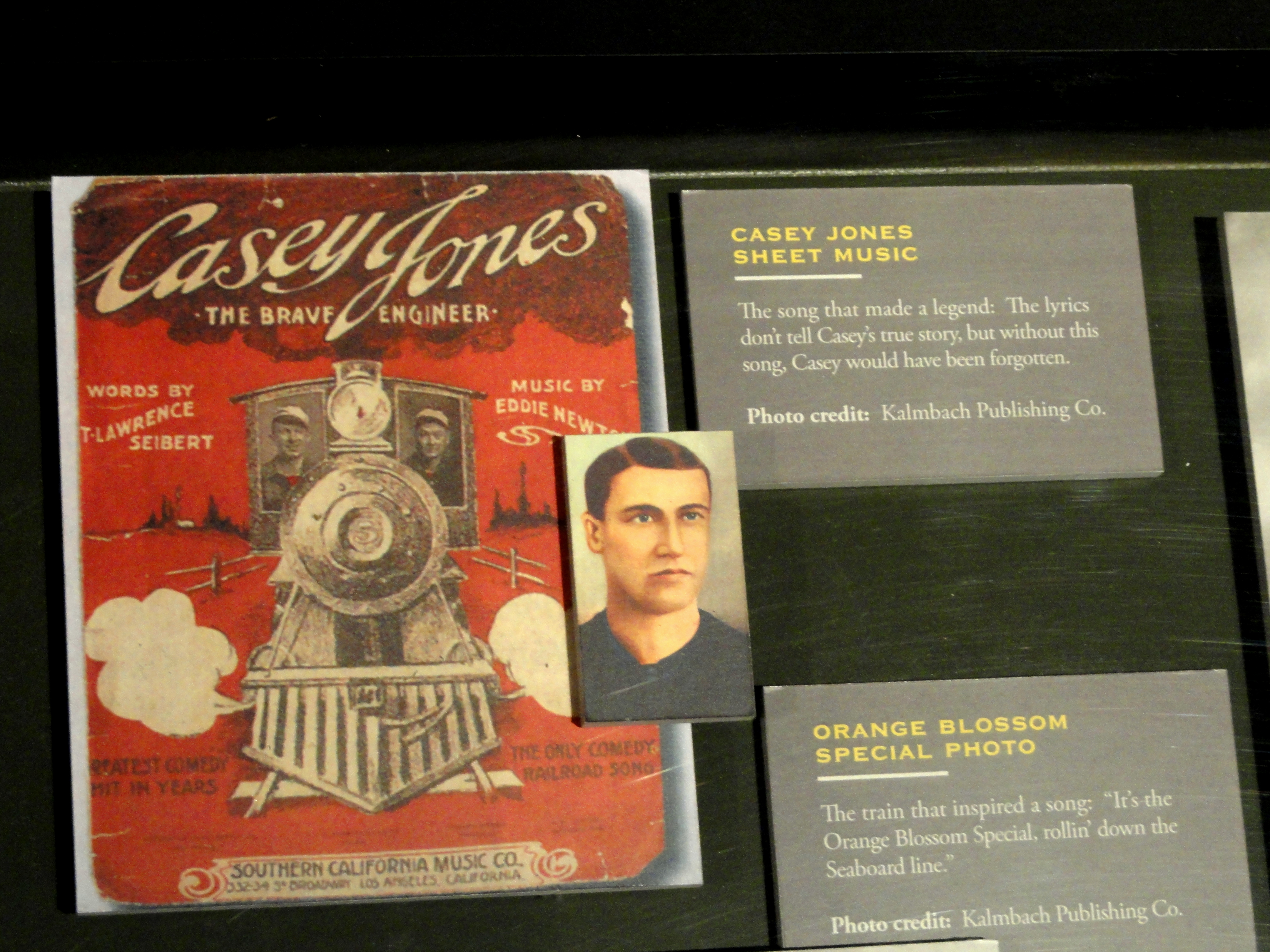
ケイシー・ジョーンズを歌った歌のレコード